# 庫普謝尼鄉
47°33′N 23°56′E / 47.550°N 23.933°E
庫普謝尼鄉（羅馬尼亞語：Comuna Cupșeni, Maramureș），是羅馬尼亞的鄉份，位於該國西北部，由馬拉穆列什縣負責管轄，面積90平方公里，海拔高度394米，2007年人口3,656，人口密度每平方公里41人。